# Famille du Plessis-Giffart
Pour les articles homonymes, voir Familles du Plessis.
Cette page explique l’histoire ou répertorie les différents membres de la famille Giffart du Plessis.
La famille du Plessis-Giffart est une famille française.

## Famille

### Origine
Généalogie
```
Geffroy Giffart dit Buffelin, 
│
└─>En 1216, Guillaume Giffart (- ap; 
1247
[
2
]
).
            │
            └─> Robert Giffart (av. 
1247
-), participe à la 
Septième croisade
 en 
1248
.
```

Généalogie
```
Guillaume Giffart ( -
1361
), fils de Geoffroy, il a 1 fils :
│
└─> Geoffroy Giffart, seigneur du Plessis-Giffart, Chevalier en 
1377
, fait prisonnier par 
Duguesclin
 à la 
Bataille de Pontvallain
 en 
1370
[
4
]
.
    │
    └─> Jean Giffart (-ap. 
1386
), seigneur du Plessis-Giffart
[
5
]
, de la Roche-Giffart et de 
Fay
, chevalier. 

        │   Ratifie le second 
traité de Guérande
 en 
1381
[
6
]
.
        │     x Guillemette de Ruault, fille du chevalier Guillaume de Ruault. 
        │
        ├─> Jean II Giffart ( - ap. 
1453
), seigneur du Plessis-Giffart, chevalier, 
        │   │     fut chambellan du duc de Bretagne en 1444. 
        │   │    x 
1414
 Antoinette de Cheveigné, fille de Jean de Cheveigné, seigneur du Plessis de Coesmes et de Jeanne de Bintin.
        │   │
        │   ├─> Olivier Giffart (-
1475
), seigneur du Plessis-Giffart et de Fretay, Capitaine de 
Hedé
 en 1440. 
        │   │   │   fut armé chevalier par le 
connétable de Richemont
 au 
siège de Montereau
, 
        │   │   │   et devint en 1454, 
chambellan
 du duc.
        │   │   │   Il conquit une des enseignes à la 
Bataille de Castillon
 ou fut tué 
John Talbot
 en 
1453
. 
        │   │   │   Recensé en 
1480
, il comparaît porteur d'une brigandine et armé d'une 
jusarme

        │   │   │   x En 1471, Plesou/Plezon (-
1475
), Dame de la Marzelière, fille de Pierre, seigneur de la Marzelière et de
        │   │   │    Hamette de Bois-Hamon. de ce mariage sorti les Giffart de la Marzellière qui suivent.
        │   │   │
        │   │   └─> Arthur Giffart (-
1488
, seigneur du Plessis-Giffart, du Fail, de la Marzelière et du Fretay
[
7
]
. Tué à la 
Bataille de Saint-Aubin-du-Cormier
.
        │   │
        │   └─> Barnabé Giffart, Chevalier, Capitaine d'une compagnie de 
50 hommes
 d'armes en 
1473
 et de 
Fougère
 en 
1478
. 
        │        x1 Marie Coupu, Dame de Lanceule, fille de Pierre et de ¨Perinne de la Cigongne.
        │        x2 Marie de Marcillé, fille de Jean, seigneur de Launeel
        │
        └─> Guillaume Giffart, Chevalier
[
8
]
. 
            Il accompagne 
Arthur de Bretagne
, quand celui-ci reçoit l'épée de connétable de France en 
1425
.
            
Charles VII de France
 le nomme 
chambellan
.
```

Généalogie
```
Guillaume Giffart, seigneur du Plessis-Giffart, 
Saint-Nazaire
 en 
1469
. Mourut prisonnier en France.
│
└─> François Giffart
    │
    └─> Olivier Giffart vivant en 
1561
.
```

#### Giffart de la Marzelière
Généalogie
```
Olivier Giffart ci-dessus, 
│└─> Anne Giffart, dame du Plessis-Giffart, x Gilles de 
de Brie
 († ap. 1450)
└─> Arthur Giffart (-
1488
, fut celui qui prit le nom et les armes de la Marzellière (cf. blason ci-dessous)
    │         x Marie de Bernéen.
    │
    ├─> Pierre Giffart (-
1519
), seigneur de la Marzelière et du Fretay (aveu 1492), x Marie de Coëtmen. Mort sans enfants. 
    │   Tuteur de Jean et Yves de Lambilly.
    │
    |─> Robert Giffart, seigneur de Feil  x Yvonne de Kermellec.
    |
    |   |─> Jeanne Giffart x Yves de Lambilly, Sr de Cresmenan, de la Touche, ville-des-Nachés
    |            |─> Jacquette de Lambilly x (27/09/1509) Simon Guillard, Sieur de la Villeder et Pontdoux.
    |            |─> Marguerite de Lambilly x Bertrand de Saint Brieuc.
    | 
    └─> Renaud Giffart (-
1527
), seigneur de la Marzelière et du Fretay, Capitaine d'une compagnie de l'arrière ban de Bretagne en 1524.
```

```
        │    x1 Jeanne de Brambreat, Dame de Brambeat et du Perray.
        │    x2 Gilette du Pontrouaud, dont il n'eut pas d'enfants.
        │
        ├─> Catherine Giffart, x Gohier de Champagné, seigneur de la Montagne fils de Jean.
        │
        └─> Pierre II Giffart, seigneur de la Marzelière. Élevé à la cour de 
François Ier de France
, fut le favori d'
Henri II de France
, qui le gratifia de plusieurs récompenses : fait chevalier, il reçut l'accolade d'Henri II lui-même au 
Siège de Renty
 (1554). Ce même prince l'autorisa à établir une foire au Fretay à la fête de sainte Catherine. Il fut créé chevalier de l'ordre du Roi par 
Charles IX de France
.
            │    x1 Annette de Bois Hamon, dont il n'eût pas d'enfants.
            │    x2 
1554
 Françoise de Porcon, Dame de Bonne-Fontaine fille de Gilles, seigneur de Porcon.
            │
            ├─> Renaud II Giffart (-
1588
), seigneur de la Marzelière. Il servit les rois 
Charles IX de France
 et 
Henri III de France
, et celui-ci, pour lui témoigner sa reconnaissance, érigea en vicomté la seigneurie du Fretay par lettres patentes enregistrées au Parlement de Bretagne le 
30 octobre 1578
.
            │   │     x Marie du Gué (-
1592
), Dame du Gué et de Brielles, fille de Mathurin, 
            │   │           seigneur du Gué et de Langle et d'Olive de Sévigné.
            │   │ 
            │   ├─> Renaud III Giffart (-
1604
), seigneur de la Marzelière, Vicomte du Fetay, Gouverneur de 
Fougères
. À l'exemple de son père, il épouse le parti du roi contre la Ligue. Comme il séjournait ordinairement à Bonne-fontaine, les ligueurs s'emparèrent du Fretay, mais il vint lui-même faire le siège de son propre château et y rentra victorieux en 
1592
.
            │   │        mort lors d'un duel contre le Comte Gabriel de Montgommery. 
            │   │        x 
1594
 Anne de Guémadeuc
            │   │
            │   └─> François Giffart, seigneur de la Marzelière, Vicomte du Fretay. La Marzelière fut érigée en Marquisat par Lettre en 
1619
. Il acheta la châtellenie de Bain, y fit annexer sa seigneurie de la Marzelière et sa vicomté du Fretay, et obtint l'érection du tout en marquisat sous le titre de marquisat de la Marzelière en 
1619
.
            │       │       x Françoise de Harcourt, fille de Pierre de Harcourt, Marquis de Beuvron
            │       │                                                 et de Gilonne de Matignon.
            │       │
            │       ├─> 2 fils morts jeunes
            │       │ 
            │       ├─> Françoise de la Marzelière, fille ainée et principale héritière.
            │       │            x Malo, Marquis de Coetquen, Comte de Combourg, Gouverneur de Saint-Malo. Fils de Louis 
            │       │                                                                           et d'Henriette d'Orléans.
            │       │
            │       ├─> Gilonne de la Marelière
            │       │            x René du Maz, seigneur du Brossay, fils de Jean et de Charlotte d'Ecvillers.
            │       │
            │       └─> Renée de la Marelière x René du Bellay, Comte de la feuillée. 
            │
            ├─> Charlotte de la Marzelière, femme de Guy, seigneur de Scépeaux.
            │
            ├─> Esther de la Marzellière, femme de Raoul 
de Romillé
, seigneur d'Ardenne. Fils de Georges 
            │                                                                      et de Renée de Montecier.
            │
            ├─> Françoise de la Marzelière, femme de François de la Boissière, seigneur de la Fosse aux Loups.
            │
            └─> Rolande de la Marzelière, femme de Robert de la Bigne, seigneur de Lamboine et de Brucourt. Fils de Robert, Bailli de Mortain et de Marguerite du Parc.
```

#### Branche de la Roche Giffart
- En 1218, Alain Giffart, seigneur de la Roche Giffart[10].

Généalogie,
```
Geoffroy Giffart (-ap. 
1280
 av.
1301
), chevalier, seigneur de la Roche-Giffart
│     x Aliénor de Bœuvres
│
├─> Alain Giffart, seigneur de La Roche Giffart et de Bœuvres.
│   │
│   ├─> Agace Giffart, dame de la Roche-Giffart et de Bœuvres, femme de Guillaume de la Lande, seigneur de Pont-Rouaud.
│   │
│   └─> Amicie Giffart, femme de Jean Habel, écuyer.
│  
├─> Amice Giffart x Jean du Val, Ecuyer.
│
└─> Agaice Giffart
```

## Blason
| Blason | Nom de la famille et blasonnement |
| ------ | --- |
|        | Giffart du Plessis et de la Roche, Bretagne Pallé d'or et de gueules de 6 pièces.[réf. nécessaire] D’argent, à la bande de sable chargée de trois mâcles d’argent. Sceau de Jean Giffart On lui connaît un sceau similaire de 1379 chargé d’un lambel à quatre pendants. D’or à la croix de gueules à 5 coquilles d’argent, accompagnées de 4 lions d’azur |
|        | Giffart de la Marzelière, Bretagne[réf. nécessaire] |

## Titres
En Bretagne
- Seigneur des Bœuvres, Messac
- Seigneur du Fretay, Pancé
- Seigneur de la Marzelière, Bain-de-Bretagne
- Seigneur du Plessis-Giffart, Irodouer
- Seigneur de Ramponnet, Caro à Jean Giffart en 1427.
- Seigneur de la Roche-Giffart, Saint-Sulpice-des-Landes
- Vente par Guillaume Giffart, seigneur du Plessis, de deux rentes assises en Campbon, à Pierre Gouer et à Pierre de Rohan. - Vente du bailliage de Quilly, par Catherine Giffart à Jeanne de Lescouet[14].

## Pour approfondir